# 平尾収
平尾 収（ひらお おさむ、1915年4月21日 - 1995年7月4日）は、日本の自動車工学者。東京大学生産技術研究所の教授を務めた。東京大学名誉教授。
人－自動車系という考えを早くから打ち出し、「人動車(Anthro-mobile)」という概念を作り出した。また、人動車の研究の過程で「微分ハンドル」を発明した。
牛生扇という筆名も持つ。
2001年、日本自動車殿堂入り。

## 略歴
- 1939年3月 - 東京帝国大学工学部機械工学科卒業
- 1941年3月 - 東京帝国大学大学院満期退学　航空研究所研究業務嘱託
- 1942年4月 - 東京帝国大学助教授　第二工学部
- 1950年4月 - 東京大学助教授　生産技術研究所
- 1954年3月 - 工学博士（東京大学）「4サイクルガソリン機関の放熱に関する研究」
- 1954年10月 - 東京大学教授　生産技術研究所
- 1976年4月 - 東京大学退官
- 1976年5月 - 東京大学名誉教授
- 1977年12月 - SAE（米国自動車技術会）フェロー